# Grayenulla dejongi
Grayenulla dejongi là một loài nhện trong họ Salticidae.
Loài này thuộc chi Grayenulla. Grayenulla dejongi được Marek Żabka miêu tả năm 1992.